# گوگجه سلطان قاجار
گوگجه سلطان قاجار از امرای قزلباش طایفه قاجار دوره شاه طهماسب یکم و شاه اسماعیل دوم بود. وی همچنین در مقطعی للگی اسماعیل میرزا را بر عهده داشت.